# Robot Masters
Transformers Robot Masters es una línea de juguetes creada por la compañía japonesa de juguetes Takara para que acompañara a Transformers Superlink (Transformers Energon) y Transformers Galaxy Force (Transformers Cybertron). Su historia transcurre durante la continuidad original de Transformers (G1). Aparecen numerosos personajes de toda la historia de los Transformers, incluyendo aquellos aparecidos exclusivamente en Japón, así como nuevos personajes en el universo de los Transformers.
La línea de juguetes se caracterizó por numerosos repintados y remodelados de juguetes ya existentes, así como de nuevos moldes. Muchos han considerado a esta serie como una respuesta de Takara a la línea de juguetes americana Transformers Universe, pero posee pocas semejanzas con ella.

## Historia
Robot Masters ocurre después de la segunda temporada de la serie original, más exactamente en el año 2004. Megatron G1 se ha perdido en algún accidente no revelado, y los Cybertrons (Autobots) están desarrollando la tecnología que les permitiría enjaezar el poder de una nueva fuente de energía llamada "Solitarium". Por algún acontecimiento desconocido, Transformers de todas las líneas temporales empiezan a llegar a este período de tiempo debido a un fenómeno conocido como "Blastizone". El Megatron de Beast Wars (referido como Beast Megatron) llegaría, y reclamaría el liderazgo de los Destrons (Decepticons) de Starscream. El conflicto progresó hasta la llegada de Reverse Convoy, un Transformer que proviene del planeta Vehicon. El cuerpo de Reverse Convoy ha sido virtualmente poseído por G1 Megatron transformándose en "Rebirth Megatron". Todos serían derrotados finalmente, sin embargo, todos los Transformers volvieron a su propia línea temporal.

## Personajes

### Autobots (Cybertrons)
- G1 Convoy (Optimus Prime) – El mismo personaje que el Optimus Prime/Convoy de la serie de televisión. Es el líder de los Autobots.
- Beast Convoy (Optimus Primal) – El líder de la serie Beast Wars y uno de los primeros Transformers en llegar a través de la "Blastizone". En los cortos del DVD, él y G1 Convoy tienen un ataque dual llamado "Doble Tornado Convoy". Este juguete se parece más a la versión televisiva que el juguete original de Beast Wars. Además tiene la habilidad de asumir una forma más poderosa llamada "Burning Beast Convoy", la cual es derivada de su transformación en la película de Beast Wars II.
- Rijie - Rijie es el mismo personaje que el original de la Generation 1, Mirage (Rijie fue el nombre japonés de Mirage). Se transforma en un coche de carreras.
- R-Blade – Un científico y miembro del Batallón de los Cyberjets. Fue enseñado por Skyfire (nombre de Jetfire en Japón, aunque en la serie de televisión también se llamó así). Esgrime una Lanza Sónica.
- Bound Rogue – Se transforma en un demonio de Tasmania. Adopta su forma animal debido a los experimentos de Beast Megatron.
- Star Saber – Un comandante Autobot del futuro que vino a través de la Blastizone persiguiendo a Gigant Bomb. Un Brainmaster que se transforma en un avanzado jet cybertroniano. Tiene la habilidad de combinarse junto a Victory Leo para formar a Victory Saber.
- Victory Leo –(chispa de god Gimrai,optimus prime de la serie master force en un nuevo cuerpo, al ser destruido su cuerpo original en batalla) El compañero de Star Saber, que se transforma en un león mecánico. Se combina con Star Saber para formar a Victory Saber.
- Road Rocket – Un Transformer del planeta Chaar, quien se ve así mismo como un ninja. Se transforma en una moto. El mismo personaje que el Autobot de la Generation 2.
- Delta Seeker – Otro miembro del Batallón Cyberjet, Delta Seeker fue amigo de X-Gunner antes de que desertara a los Decepticons. Tiene un número de habilidades, incluyendo teletransportación y su arma es llamada Arm Gauntlet.
- Lio Convoy (Leo Prime) – Un Transformer de la era de Beast Convoy, y es el mismo personaje y líder de Beast Wars II. Se transforma en un león, y tiene un ataque especial llamado Lio Typhoon.
- Reverse Convoy - Un Convoy (líder) del Planeta Vehicon, siendo su cuerpo poseído por la chispa de G1 Megatron, quien lo usó para llegar a ser Rebirth Megatron. Se desconoce hasta donde llega a existir la mente de Reverse Convoy o es totalmente controlado por Rebirth Megatron.

### Decepticons (Destrons)
- Beast Megatron – Llega de la Blastizone para tomar el mando de los Decepticons de la G1 en la ausencia del Megatron original. Como con Beast Convoy, su juguete se creó con el propósito de ser más fiel al personaje de la serie de televisión.
- Starscream – Un caza que es además el Segundo al mando de los Destrons. Cree que la desaparición de Megatron G1 le permitiría asumir el poder, pero Beast Megatron llegó y le derrotó en combate. Ganando el recién llegado el derecho a liderar. Como siempre, Starscream planea asumir el poder.
- Air Hunter – Uno de los más honorables Decepticons, Air Hunter se enorgullece de su habilidad como guerrero. Blande una de las armas Solitarium que puede ser combinada para formar el “Arsenal Force” – una espada llamada "Sacred Cut Sword Armor Killer”. Se transforma en un jet.
- Wingstun – Un experimentado soldado Decepticon asignado a jefe de energía. Su arma del “Arsenal Force” es un “Jamming Trident”. Se transforma en un jet.
- Wrecker Hook (Tow-Line) – Un soldado Decepticon del que no hay datos de él, y entra como loco en batalla. Su bio alude a que está dimensionalmente desplazado, un amnésico Wrecker Hook de Transformers Car Robots (Tow-Line en Robots in Disguise), que es un repintado del mismo personaje. Su arma del "Arsenal Force" es el “Boost Hammer”.
- Psycho-Orb – Un Transformer animal que llega con Beast Megatron. Es un psicokinésico, y se transforma en un armadillo. Su arma de la Arsenal Force es el “Calamity Defenser”.
- Smokesniper – Un caza Transformer que se alía con Gigant Bomb cuando llega a través de la Blastizone. No le gusta la fama y le disgusta Starscream. Posee grandes habilidades. Se combina con Gigant Bomb para formar a Gigant Sniper.
- Gigant Bomb – Un Destron del futuro que puede procesar energía dentro de su gran cuerpo. Ha sido perseguido a través de la Blastizone por Star Saber y Victory Leo. Es un triple changer y se puede combinar con Smokesniper en Gigant Sniper.
- Double Face – Un misterioso transformers que llega a ser una motocicleta. Apareció para engañar a los Autobots, y que los Decepticons obtengan ventaja. Su arma es el Shaftbreaker, la cual rompe las conexiones neuronales. Es el mismo personaje Sideways/Double Face de Transformers Armada/Micron Densetsu.
- X-Gunner - Un antiguo Autobot que se unió a los Decepticons. Busca la manera de tomar el arma de su antiguo amigo Delta Seeker para mejorar su propio cuerpo. Se transforma en jet.
- Rebirth Megatron - Megatron G1 renacido en el cuerpo de Reverse Convoy. Poseyó a Reverse Convoy durante un tiempo antes de revelarse a sí mismo. Cuando posee a Reverse Convoy, apacere la cabeza de Megatron que se encuentra detrás del cañón. En los DVD de Robot Masters, él y Beast Megatron tienen su propio ataque dual.
- Thundercracker - El mismo personaje de la Generation 1. Disponible en un doble pack al término de la línea.
- Skywarp – El mismo personaje de la Generation 1. Disponible en un doble pack al término de la línea.

Arsenal Force: es la una forma combinada de las armas de Solitarium pertenecientes a Air Hunter, Wing Stun, Wreckerhook, y Psycho-Orb. Presumiblemente un arma energética de alguna clase.

## Serie de TV/Manga
La historia de los Robot Masters se contó a través de un manga que venía dentro de la caja del juguete, otro manga puesto en línea en la web de Takara, y así como en 2 DVD que algunos juguetes de la línea traían. Además Takara realizó un libro guía de los Robot Masters, elaborando la historia de los diferentes personajes, así como una serie de historias contadas en revistas.

## Lista de juguetes
- RM-01 G1 Convoy (nuevo molde para este personaje)
- RM-02 Beast Megatron (nuevo molde para este personaje)
- RM-03 Rijie (versión repintada del juguete de Mirage de la línea Machine Wars, coloreado para parecerse más a su contrapartida animada de la serie.)
- RM-04 Wrecker Hook (repintado del mismo personaje de la serie Car Robots)
- RM-05 R-Blade (repintado del Cyberjet Hooligan de la Generation 2)
- RM-06 Air Hunter (versión repintada de Megatron de Machine Wars)
- RM-07 Bound Rogue (repintado de la figura de Snarl de la línea Beast Wars)
- RM-08 Wingstan (versión repintada de Thundercracker/Skywarp de Machine Wars)
- RM-09 Psycho-Orb (es un repintado de Armordillo de Beast Wars)
- RM-10 G1 Convoy + DVD (con partes metálicas)
- RM-11 Beast Convoy (nuevo molde para este personaje)
- RM-12 Starscream (nuevo molde para este personaje)
- RM-13 Smokesniper (un repintado de Smokescreen G2)
- RM-14 Gigant Bomber (un repintado de Dreadwing G2,)
- RM-15 Star Saber (nuevo molde para este personaje)
- RM-16 Victory Leo (nuevo molde para este personaje)
- RM-17 Victory Saber (nuevo molde para este personaje)
- RM-18 Road Rocket (repintado y ligeramente remodelado del personaje de la G2 del mismo nombre)
- RM-19 Double Face (repintado y ligeramente remodelado de Road Pig G2)
- RM-20 Delta Seeker vs X-Gunner (repintados de Skyjack y Space de la G2, respectivamente)
- RM-21 Beast Convoy + DVD
- RM-22 Lio Convoy (nuevo molde para este personaje)
- RM-23 Lio Convoy + DVD (con partes metálicas)
- RM-24 Reverse Convoy (repintado y remodelado de Megatron Hero de la G2)
- RM Thundercracker & Skywarp (repintados de Starscream Robot Master)

Otros/Exclusivos:
- Robot Masters Enforcement Campaign - Lucky Draw Brave Maximus & Red Energy Weapons
- Black G1 Convoy - Dengeki Hobby Mail-in Exclusive
- Black Beast Convoy - Hobby Japan Mail-in Exclusive
- Black Beast Megatron - Hyper Hobby Mail-in Exclusive
- Black Starscream - Figure King Mail-in Exclusive
- Victory Saber Black Version - e-Hobby Exclusive
- Black Lio Convoy - Dengeki Hobby Mail-in Exclusive